# The Incredible Hulk Returns
The Incredible Hulk Returns (no Brasil, A Volta do Incrível Hulk; em Portugal, O Regresso de Hulk ou O Regresso do Incrível Hulk) foi o primeiro telefilme do personagem da Marvel Comics, Hulk. Estreou em 1988.

## Sinopse
Dr. David Banner, um cientista que se transforma em um monstro super-humano de pele verde quando enfurecido, acredita ter encontrado uma cura potencial para sua condição, mas é atrasado pela chegada inexplicável do arrogante guerreiro viking Thor.

## Elenco
- Bill Bixby como Dr. David Banner
- Lou Ferrigno como Hulk
- Jack Colvin como Jack McGee
- Steve Levitt como Dr. Donald Blake
- Eric Allan Kramer como Thor